# Lan Shizhang
Lan Shizhang (9 de fevereiro de 1974) é um ex-halterofilista da China.
Lan Shizhang foi campeão mundial júnior em 1994, com 270 kg no total combinado (117,5 kg no arranque e 152,5 no arremesso), na categoria até 54 kg.
Participou dos Jogos Olímpicos de Atlanta 1996 e ficou em quarto, com 275 kg (125+150), na categoria até 54 kg.
Foi campeão mundial em 1997, na categoria até 54 kg, com 287,5 kg, sendo 127,5 e 160,5 no arremesso, que foi recorde mundial da categoria.
Quadro de resultados
| Ano  | Competição                | Lugar      | Total    | Posição | Arranque | Posição | Arremesso | Posição | Classe de peso |
| ---- | ------------------------- | ---------- | -------- | ------- | -------- | ------- | --------- | ------- | -------------- |
| 1994 | Campeonato Mundial Júnior | Jacarta    | 270 kg   | 1.      | 117,5 kg | 1.      | 152,5 kg  | 1.      | –54 kg         |
| 1994 | Campeonato Mundial        | Istambul   | 265 kg   | 5.      | 115 kg   | 6.      | 150 kg    | 3.      | –54 kg         |
| 1995 | Campeonato Mundial        | Guangzhou  | 272,5 kg | 3.      | 125 kg   | 3.      | 147,5 kg  | 3.      | –54 kg         |
| 1996 | Jogos Olímpicos *         | Atlanta    | 275 kg   | 4.      | 125 kg   |         | 150 kg    |         | –54 kg         |
| 1997 | Campeonato Mundial        | Chiang Mai | 287,5 kg | 1.      | 127,5 kg | 2.      | 160,5 kg  | 1.      | –54 kg         |
| 1998 | Campeonato Mundial        | Lahti      | 285 kg   | 2.      | 127,5 kg | 2.      | 157,5 kg  | 3.      | –56 kg         |

* Nos Jogos Olímpicos as medalhas são dadas somente para o total combinado

Ele definiu dois recordes mundiais no arremesso — um antes de 1998 e um após a reestruturação das classes de peso que a Federação Internacional de Halterofilismo fez em 1998.
| Data                                               | Disciplina | Marca    | Classe de peso | Lugar      |
| -------------------------------------------------- | ---------- | -------- | -------------- | ---------- |
| 06.12.1997                                         | Arremesso  | 160,5 kg | –54 kg         | Chiang Mai |
| Após a reestruturação das classes de peso em 1998: |            |          |                |            |
| 09.05.1998                                         | Arremesso  | 165,5 kg | –56 kg         | Szekszárd  |